# Nosopsyllus henleyi
Nosopsyllus henleyi är en loppart som först beskrevs av Rothschild 1904.  Nosopsyllus henleyi ingår i släktet Nosopsyllus och familjen fågelloppor.

## Underarter
Arten delas in i följande underarter:
- N. h. henleyi
- N. h. israelicus
- N. h. mauritanicus